# Viktor I. Anhaltsko-Bernbursko-Schaumbursko-Hoymský
Viktor I. Anhaltsko-Bernbursko-Schaumbursko-Hoymský (Viktor Amadeus Adolf; 7. září 1693, Schaumburg – 15. dubna 1772, Schaumburg) byl německý kníže z rodu Askánců, který náležel k vedlejší větvi knížecího rodu Anhalt-Bernburg.
Po matce zdědil hrabství Holzappel a panství Schaumburg a založil vedlejší linii Anhalt-Bernburg-Schaumburg-Hoym.

## Život
Viktor se narodil na hradě Schaumburg 7. září 1693 jako nejstarší syn knížete Lebrechta Anhaltsko-Zeitzsko-Hoymského a jeho první manželky Šarloty Nasavsko-Schaumburské, dědičky hrabství Holzappel a panství Schaumburg.
Po matčině smrti v roce 1700 se stal Viktor, podle podmínek smlouvy uzavřené mezi dědem z otcovy strany Vktorem Amadeem a babičkou ze strany matky Alžbětou Šarlotou z Holzappelu, dědicem Holzapellu a Schaumburgu. Když hraběnka Alžběta Šarlota v roce 1707 zemřela, stal se Viktor jejím nástupcem jako hrabě z Holzappelu a Schaumburgu.
V roce 1727 zemřel jeho otec a Viktor se stal ve čtyřiatřiceti letech jeho nástupcem jako anhaltsko-zeitzsko-hoymský kníže, brzy však změnil název svého knížectví na anhaltsko-bernbursko-schaumbursko-hoymské.
Kníže Viktor zemřel 15. dubna 1772 ve věku 78 let v rodném Schaumburgu.

## Manželství a potomci

### První manželství

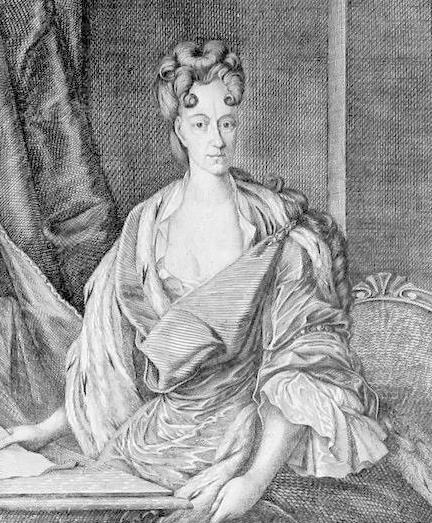
Šarlota Luisa Isenbursko-Büdingensko-Birsteinská, první manželka knížete Viktora I.

Poprvé se Viktor oženil 22. listopadu 1714 v jednadvaceti letech v Birsteinu s o třináct let starší Šarlotou Luisou (31. července 1680 – 2. ledna 1739), dcerou hraběte Viléma Mořice Isenbursko-Büdingensko-Birsteinského a jeho první manželky Anny Amálie Isenbursko-Büdingensko-Wächtersbašské. Z pětadvacet let trvajícího manželství se narodilo šest dětí:
- 1. Viktorie Šarlota Anhaltsko-Zeitzsko-Hoymská (25. 9. 1715 Schaumburg – 4. 2. 1772 tamtéž)[1]
⚭ 1732 Fridrich Kristián Braniborsko-Bayreuthský (17. 7. 1708 Weferlingen – 20. 1. 1769 Bayreuth), markrabě braniborsko-baroutský od roku 1763 až do své smrti,[2] rozvedli se roku 1764[3]
- 2. Luisa Amálie Anhaltsko-Zeitzsko-Hoymská (10. 10. 1717 Schaumburg – 1. 9. 1721 Lich)[4]
- 3. Lebrecht Anhaltsko-Zeitzsko-Hoymský (26. 8. 1718 Schaumburg – 5. 10. 1721 tamtéž)[5]
- 4. Kristián Anhaltsko-Zeitzsko-Hoymský (30. 6. 1720 Schaumburg – 13. 4. 1758 tamtéž), svobodný a bezdětný[6]
- 5. Karel Ludvík Anhaltsko-Bernbursko-Schaumbursko-Hoymský (16. 5. 1723 Schaumburg – 20. 8. 1806 tamtéž), kníže anhaltsko-bernbursko-schaumbursko-hoymský od roku 1772 až do své smrti[7]
I. ⚭ 1748 Benjamine Gertrude Keiser (1. 1. 1729 Stevensweert – 6. 1. 1787 Belleville),[8] morganatické manželství anulováno roku 1757[9]
II. ⚭ 1765 Amálie Eleonora zu Solms-Braunfels (22. 11. 1734 Braunfels – 19. 4. 1811 Schaumburg)[10]
- 6. František Adolf Anhaltsko-Bernbursko-Schaumbursko-Hoymský (7. 7. 1724 Schaumburg – 22. 4. 1784 Halle)[11]
⚭ 1762 hraběnka Marie Josefa z Hasslingenu (13. 9. 1741 – 2. 12. 1785 Halle)[12]

### Druhé manželství

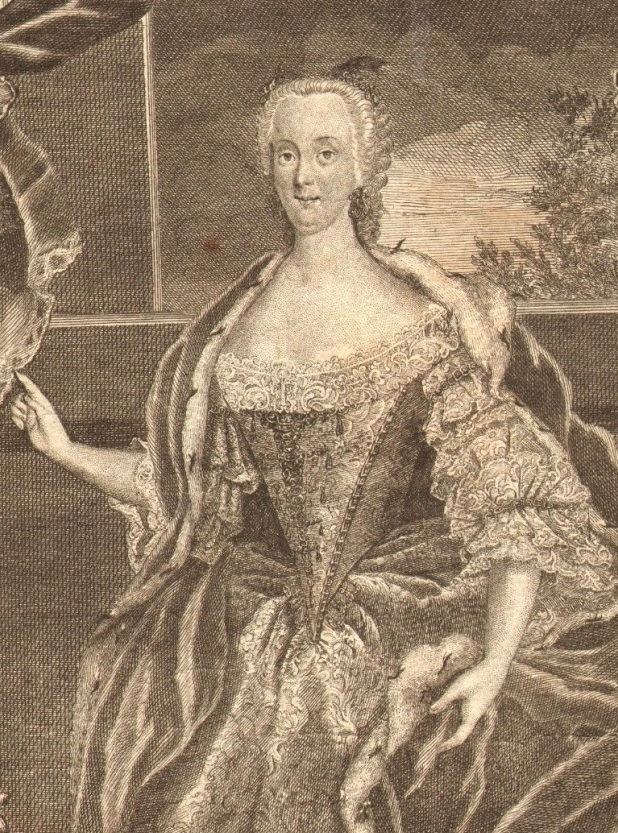
Hedvika Žofie Henckel z Donnersmarcku, druhá manželka knížete Viktora I.

Viktorova manželka Šarlota Luisa zemřela v lednu 1739 a kníže se o rok později, 14. února 1740 v Pölzigu ve svých sedmačtyřiceti letech podruhé oženil s o dvacet čtyři let mladší Hedvikou Žofií (7. května 1717 – 21. února 1795), dcerou hraběte Wenzela Ludvíka Henckela z Donnersmarcku a jeho manželky Hedviky Šarloty ze Solms-Baruth. Rodina Henckel von Donnersmarck byla stará rodina ze Slezska, která byla teprve v roce 1651 povýšena do hraběcího stavu; v důsledku toho bylo toto manželství na pokraji považování za morganatické. Nakonec byl svazek zbytkem anhaltské rodiny pokládán za rovnocenný. Z manželství se narodilo šest dětí:
- Fridrich Anhaltsko-Bernbursko-Schaumbursko-Hoymský (29. listopadu 1741 – 24. prosince 1812)
- Žofie Šarlota Anhaltsko-Bernbursko-Schaumbursko-Hoymská (3. dubna 1743 – 5. října 1781)
- Viktor Amadeus Anhaltsko-Bernbursko-Schaumbursko-Hoymský (21. května 1744 – 2. května 1790)
- Karel Anhaltsko-Bernbursko-Schaumbursko-Hoymský (4. srpna 1745)
- Hedvika Augusta Anhaltsko-Bernbursko-Schaumbursko-Hoymská (6. května 1747 – 5. března 1760)
- Jiří August Anhaltsko-Bernbursko-Schaumbursko-Hoymský (6. listopadu 1751 – 29. října 1754)